# Bellecombe
Bellecombe település Franciaországban, Jura megyében. Lakosainak száma 74 fő (2022. január 1.). Bellecombe Chézery-Forens, Lélex, Les Moussières, La Pesse és Septmoncel les Molunes községekkel határos.

## Népesség
A település népességének változása:
| Lakosok száma | 113  | 75   | 71   | 91   | 73   | 65   | 63   | 71   | 75   | 74   |
|               | 1968 | 1982 | 1990 | 2006 | 2013 | 2015 | 2017 | 2019 | 2020 | 2022 |